# Kipp
Kipp es un lugar designado por el censo ubicado en el condado de Saline en el estado estadounidense de Kansas. En el año 2010 tenía una población de 59 habitantes.

## Geografía
Kipp se encuentra ubicado en las coordenadas 38°47′0.58″N 97°27′17.37″O / 38.7834944, -97.4548250 (38.783495° -97.454824°).